# Helluomorphoides praeustus
Helluomorphoides praeustus är en skalbaggsart som beskrevs av Pierre François Marie Auguste Dejean. Helluomorphoides praeustus ingår i släktet Helluomorphoides och familjen jordlöpare. Inga underarter finns listade i Catalogue of Life.